# Rabano Mauro

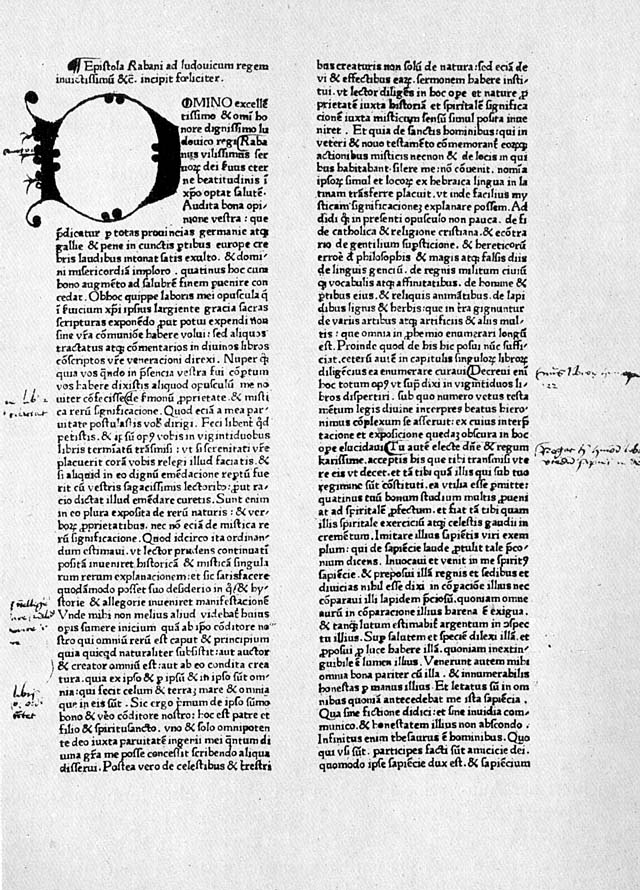
Rabano Mauro: De rerum naturis (incunable - impresión temprana).

Rabano Mauro (Maguncia, ca. 776 - Oestrich-Winkel, 4 de febrero de 856), cuyo nombre completo fue Rabanus Maurus Magnentius, y conocido también como Hrabanus Maurus o Rhabanus Maurus, fue un escritor, filósofo y teólogo alemán.
Llamado primus praeceptor Germaniae, primer maestro de Alemania, por haber dado notable impulso al centro cultural de Fulda, que irradió en aquel tiempo la cultura por toda la nación; por sus numerosos libros de ciencia religiosa y profana; por haber contribuido con activo celo a la conversión de los pueblos limítrofes aún paganos. Rabano, más que un teólogo especulativo, al estilo de Escoto Erígena o de Radberto, fue un maestro práctico.
Monje benedictino alemán, en el prefacio de su libro De Laudibus sanctae Crucis, Rabano se denomina a sí mismo Magnentius Hrabanus Maurus: Magnentius por haber nacido en Maguncia o en sus cercanías, Hrabanus que era su nombre propio, y Maurus por haberle así apellidado su maestro Alcuino.

## Biografía
Muy joven recibe su educación en la abadía de Fulda con el maestro Haymo de Halberstadt. Pasa luego a la escuela de Tours donde enseña Alcuino, y torna más tarde a Fulda, donde enseña y es director de la escuela abacial hasta que en 822 es nombrado abad del mismo convento. Obligado a dimitir de este cargo por motivos externos y políticos, se retira y escribe, hasta que en 847 es promovido al arzobispado de Maguncia, que rige hasta su muerte.
Sus comentarios exegéticos abarcan casi todos los libros de la Sagrada Escritura. En ellos procede con el método habitual del tiempo, aportando citas patrísticas y dando lugar preferente al sentido alegórico y moral. 
Más personales son sus opúsculos: De Clericorum Institutione (c. 819), una especie de manual o suma destinada a los futuros apóstoles, donde se mezcla el catecismo con las artes liberales. En su famoso De Universo libri XXII, compuesto entre 842 y 847 en su retiro, una de las primeras enciclopedias medievales, quiere imitar las Etimologiae de San Isidoro y acomodarlas al alma alemana. 
Muy curioso y devoto, escribió en verso y prosa con interesantes caligramas y juegos de palabras en forma de estrellas, cruces y otros símbolos el De Laudibus sanctae Crucis (entre 810 y 822), en el que trata del símbolo cristiano y de los nombres de Cristo con mucho artificio y complicación. 
Escribió una versión abreviada de La cena de Cipriano (Coena Cypriani) dedicada al rey Lotario II "para su diversión". 
Merece particular atención el códice de la Biblioteca Vaticana Reginense latino 124, escrito en Fulda entre 831-844 según Dom Wilmart, por tanto, en vida y sin duda bajo la supervisión de Rabano.
Escribió otras varias obras: un Martirologio, versos, homilías, cartas. En algunas de éstas sostiene importantes polémicas sobre temas teológicos: contra las teorías eucarísticas de Radberto, contra la doctrina de Godescalco de Orbais sobre la predestinación, etc. El Homiliario, aunque no obtuvo mucha difusión, cuenta también con un particular interés.